# Margaret Floy Washburn
Margaret Floy Washburn (New York, 25 luglio 1871 – Poughkeepsie, 29 ottobre 1939) è stata una psicologa statunitense.
Presidentessa dell'Associazione statunitense di psicologia nel 1921, è considerata l'ottantottesima psicologa più eminente del ventesimo secolo.

## Biografia

### Origini
Margaret Floy Washburn nacque in una casa della famiglia materna ad Harlem, in un tratto di terra appartenente a uno dei bisnonni materni, Michael Floy, che si estendeva dalla 125ª alla 127ª street e dalla Quarta alla Quinta Strada. Ad eccezione del bisnonno materno Michael Floy, proveniente dal Devonshire e che si era stanziato a New York intraprendendo la professione di fioraio e vivaista, gli altri suoi antenati si erano stabiliti nell'America coloniale prima del 1720: alcuni erano quaccheri di Long Island e della contea di Westchester, altri olandesi di New York, altri ancora della provincia del Maryland e yankee della colonia del Connecticut.

### Primi anni e istruzione
Figlia unica di Francis Washburn (1843–1914), inizialmente piccolo imprenditore e poi pastore della Chiesa episcopale, e di Elizabeth Floy Davis (1844–1924), la famiglia visse per i primi otto anni della vita della figlia nella casa di Harlem, si trasferì poi per due anni a Walden, dove il padre gestì la parrocchia locale. Nel 1883 fece un viaggio con i genitori lungo il fiume Mississippi, da Saint Louis a New Orleans e due anni più tardi nelle isole britanniche e a Parigi. Infine la famiglia si trasferì a Kingston, dove la giovane Washburn conseguì la maturità liceale e da cui andò a studiare al collegio Vassar. Qui frequentò le lezioni di chimica e fisica di Le Roy Clark Cooley, di francese di Emilie Achert e di Lina Guantieri, di biologia di Marcella O'Grady e di greco antico di Abby Leach; il preside James Monroe Taylor teneva le lezioni di psicologia e di filosofia. Alla fine dell'ultimo anno del triennio, la Washburn aveva due grandi interessi intellettuali, la scienza e la filosofia, che le sembravano conciliarsi in una nuova disciplina, la psicologia sperimentale.
Venuta a sapere che James McKeen Cattell aveva aperto un laboratorio di psicologia all'Università della Columbia, i genitori le presero per un anno una casa a New York, tuttavia la Columbia non aveva mai ammesso una studentessa; si consolò seguendo nei primi mesi il corso di chimica analitica quantitativa alla scuola mineraria del collegio Barnard.
Su suggerimento del preside della Facoltà di filosofia Nicholas Murray Butler, lesse in tedesco il primo articolo scientifico di Wilhelm Wundt sui metodi della psicologia, che poi tradusse in inglese. Dopo le vacanze di Natale, si presentò al laboratorio di Cattell come uditrice e, alla domanda di lui su cosa pensasse si indagasse in un laboratorio di psicologia, anziché di ipnotismo, telepatia e spiritismo, rammentando l'articolo di Wundt la Washburn rispose della complicazione, dei tempi di reazione, della soglia percettiva e della legge di Weber-Fechner; Cattell la ammise non come uditrice ma da studentessa, trattandola come gli altri quattro studenti del laboratorio. A partire da quel momento partecipò alle lezioni, scrisse relazioni sugli esperimenti e un articolo su un argomento di psicologia teorica; toccò il culmine quando Cattell le suggerì di inviare l'articolo, trattante la relazione che legava la psicologia e la fisiologia, alla rivista scientifica specializzata The Philosophical Review. Alla fine dell'anno accademico, dal momento che il collegio Barnard non offriva borse di studio, Cattell le consigliò di fare domanda all'Università Cornell.
In questo periodo fu influenzata da due scuole di pensiero: la prima era la versione di Cattell dello strutturalismo, mentre la seconda derivava dalla lettura dei Principi di psicologia di William James. Sebbene non giudicasse positivamente l'entusiasmo di quest'ultimo per l'occulto, ne apprezzava il flusso di coscienza e il punto di vista analitico.
L'arrivo alla Cornell nell'autunno 1892 coincise sia per la Washburn sia per Edward Titchener, la prima come studentessa, il secondo al primo incarico da docente dopo anni di studio nelle università di Oxford e Lipsia. Per quell'anno accademico, lei fu l'unica iscritta al corso di laurea specialistica in psicologia sperimentale, così Titchener le affidò di condurre un lavoro sperimentale sul metodo dell'aggiustamento; contemporaneamente seguiva le lezioni di etica del preside Jacob Gould Schurman, di filosofia greca e medievale di William Alexander Hammond, su Leibnitz, Hume e Kant tenute da Ernest Albee e leggeva in tedesco le opere di Kuno Fischer con Frank Thilly. Alla fine dell'anno fece un esame scritto con Titchener e riportò i risultati dello studio in una tesi accettata dal collegio Vassar e il tutto le permise di conseguire una laurea in absentia.

### Carriera accademica
Dopodiciò, le fu offerta la cattedra di psicologia presso il collegio femminile dell'Università della Riserva Occidentale a Cleveland, che rifiutò per intraprendere il dottorato di ricerca alla Cornell, sebbene Schurman, diventato nel frattempo rettore di quest'ultima, non approvasse la decisione. Durante questo suo secondo anno non fu più l'unica studentessa della specialistica di Titchener, essendo arrivato dal Nebraska Walter Bowers Pillsbury; per tutto l'anno lavorò alla tesi di dottorato sull'influenza dell'immagine visiva sui giudizi della distanza e direzione tattile. Nonostante ciò, seguì anche un corso sulla metafisica di Hermann Lotze tenuto da Ferdinand Canning Scott Schiller. Concluse la tesi per le vacanze di primavera che Titchener mandò a Wundt, il quale la fece tradurre in tedesco e pubblicò sulla rivista specializzata Philosophische Studien, dove venivano pubblicate le tesi degli studenti dell'Università di Lipsia.
L'esame per il dottorato era orale e la commissione era costituita da Schurman, che le fece una domanda sull'etica di Herbert Spencer; Titchener, che le chiese in merito agli studi sul sollevamento dei pesi di Georg Elias Müller e Friedrich Schumann; James Edwin Creighton le fece un paio di domande sulle categorie kantiane e una sulla teoria di causalità di George Berkeley; Hammond le domandò di illustrare la filosofia del nono secolo. Conseguì il dottorato di ricerca nel giugno del 1894.
Valutò in un primo momento di andare a insegnare psicologia in una scuola di buone maniere di New York, ma il nuovo preside del collegio Wells, il classicista William E. Waters, le offrì la cattedra di psicologia, filosofia ed etica, che la Washburn accettò in cambio di un'abitazione e di un salario pari a trecento dollari al mese. Negli anni del Wells, la Washburn continuò a frequentare la Cornell una volta a settimana e a pubblicare studi scientifici. Nella tarda estate del 1897 fu colpita da febbre tifoide durante un viaggio in Vermont e poté rientrare al lavoro solo il 1º dicembre successivo, venendo sostituita nei mesi di assenza da Creighton e da James Seth. Nello stesso anno tradusse dal tedesco all'inglese il secondo libro dell'Ethik di Wundt.
Dopo aver raggiunto il tetto massimo salariale di settecento dollari al mese, al sesto anno alla Wells fu colta da inquietudine e ritenne di voler cambiare aria e di trasferirsi per un anno al laboratorio dell'Università di Harvard. Nella primavera del 1900 le fu concesso un congedo, ma un telegramma del rettore Schurman le cambiò i piani: il rettore della Cornell le offriva il ruolo di direttrice del collegio Sage, un'abitazione, millecinquecento dollari di salario e molte opportunità di studio e ricerca psicologica. Tornata così alla Cornell, il primo anno frequentò come osservatrice il laboratorio di fisica di Frank Allen e preparò un documento per il seminario che Titchener teneva, nell'anno accademico 1900-1901, sulla psicologia strutturale. Questo scritto — in cui si evidenziava come Wundt, Hermann Ebbinghaus e Hugo Münsterberg concepissero in maniera differente i concetti di elemento e attributo — mandò su tutte le furie Titchener. Nonostante ciò, il lavoro venne pubblicato nel volume XI della rivista specializzata The Philosophical Review e fu apprezzato da qualche esponente dell'emergente psicologia funzionale.
Al secondo anno alla Cornell, con il consenso di Titchener, venne nominata docente di psicologia, tenendo un corso di psicologia sociale — basandosi sull'allora ancora incompleta Psicologia dei popoli di Wundt — e uno sulla psicologia animale. Di questo periodo fu un altro suo lavoro in cui prendeva le distanze dalla dottrina titcheneriana, cercando di dimostrare l'impossibilità di considerare la durata come attributo delle sensazioni. Allontanandosi sempre di più dallo strutturalismo, si avvicinò alla psicologia funzionale allora dominata da personalità quali William James, John Dewey e James Rowland Angell.
Non adattandosi al ruolo di direttrice di collegio, alla fine del secondo anno alla Cornell accettò la proposta dell'Università di Cincinnati di diventare assistente universitaria a tempo pieno in psicologia, ruolo che mantenne per meno di un anno accademico, poiché nella primavera del 1903 tornò al collegio Vassar in qualità di professoressa associata di filosofia. Lì le fu affidato il laboratorio di psicologia — che si trovava nell'edificio di biologia — oltre ai corsi di filosofia antica e filosofia moderna. Nello stesso anno diventò collaboratrice della rivista scientifica specializzata American Journal of Psychology.
Nell'estate 1905, durante un soggiorno di sei settimane a Ithaca, collaborò con Isaac Madison Bentley ad alcuni esperimenti sulla visione dei colori nel salmerino di fonte catturato in un torrente di quelle parti. Nel 1906 cominciò a raccogliere e organizzare la letteratura scientifica sul comportamento animale e, recandosi per questo motivo a Cambridge, ebbe la possibilità di visitare William James e Josiah Royce. Nel 1908 la casa editrice Macmillan pubblicò come secondo volume della collana The Animal Behavior Series curata da Robert Yerkes, il suo saggio The Animal Mind, considerato il primo lavoro esauriente di psicologia comparata. Nello stesso anno il Vassar la nominò professoressa di psicologia, nonché direttrice del dipartimento di psicologia appena creato. Nel 1909 iniziò una collaborazione con la rivista scientifica Psychological Bulletin, che durò fino al 1915, e nel 1911 divenne direttrice associata del Journal of Animal Behavior.
A partire dal 1913 iniziò a insegnare al corso estivo della Columbia, dove conobbe Robert Woodworth, Harry Hollingworth, Leta Stetter e Albert Poffenberger. Il 7 dicembre 1914 morì suo padre e sua madre andò a vivere da lei al Vassar. Nel 1915 il collegio festeggiò il cinquantesimo anniversario della fondazione e si decise di commemorarlo con una serie di libri di ex studenti e studiosi: dal momento che la Washburn aveva raccolto i risultati di tutti gli esperimenti di scienziati tedeschi e francesi sui processi mentali superiori, scrisse per questa serie  Movement and Mental Imagery, pubblicato nel 1916. L'anno successivo, nel 1917, venne pubblicata la seconda edizione di The Animal Mind.
Nel 1921 diventò la trentesima presidentessa dell'Associazione statunitense di psicologia e, nel suo discorso inaugurale all'Università di Princeton, mosse delle critiche al comportamentismo, la scuola di pensiero che stava prendendo piede in psicologia e che negava l'esistenza delle immagini mentali; nello stesso anno fu nominata direttrice associata della rivista Journal of Comparative Psychology. Nel 1926 uscì la terza edizione di The Animal Mind, totalmente riscritto dopo che la Washburn aveva letto Dynamic Psychology di Woodworth e dopo aver analizzato la letteratura scientifica sull'apprendimento, riservando particolare attenzione agli studi di Josef Stephan Szymański (1881-1963); nello stesso anno diventò condirettrice dell'American Journal of Psychology, sotto la direzione di Karl Dallenbach. Nel 1927 fu eletta presidente della Sezione I — relativa all'ambito della psicologia — dell'Associazione statunitense per l'avanzamento della scienza. Nel 1928 ottenne un congedo per motivi di salute e fece una crociera nel Mediterraneo occidentale; trascorse quindici giorni in Inghilterra nell'estate 1929 e, dal 1º al 7 settembre dello stesso anno, partecipò presso l'Università Yale al nono congresso internazionale di psicologia: in quest'ultima circostanza venne eletta nel comitato internazionale di psicologia.
Nel 1930 scrisse un importante articolo scientifico sulla psicologia motoria per il saggio Psychologies of 1930 a cura di Carl Murchison, in cui confrontava il proprio dualismo meccanicistico con lo strutturalismo, il funzionalismo, il comportamentismo e la psicologia della forma, rigettando completamente la psicologia intenzionale, in quanto essa rifiutava aprioristicamente il meccanicismo. Nel 1931 divenne membro dell'Accademica nazionale delle scienze e presidentessa della Società degli psicologi sperimentali.

### Ultimi anni
Nel 1932 fu la rappresentante statunitense al decimo congresso internazionale di psicologia a Copenaghen. Nel 1933 Cattell rese pubblica la lista dei cinquanta psicologi più importanti al 1903, che non aveva pubblicato in allegato a un proprio studio di trent'anni prima: la Washburn risultò essere la quarantaduesima della lista. Nel 1936 venne pubblicata la quarta e ultima edizione di The Animal Mind.
Il diciassette marzo 1937 fu colpita da una emorragia cerebrale e nel giugno successivo fu nominata professoressa emerita; morì due anni più tardi in casa propria.

## Opere
- Margaret Floy Washburn, The Animal Mind: A Textbook of Comparative Psychology, New York, The Macmillan Company, 1908.
- Margaret Floy Washburn, Movement and Mental Imagery: Outlines of a Motor Theory of the Complexer Mental Processes, Boston, Houghton Mifflin, 1916.